# Ali Dia
Ali Dia (* 20. srpna 1965), je bývalý senegalsko-francouzský fotbalový útočník, který naposledy hrál nižší anglickou ligu za celek Gateshead FC. Je považován za nejhoršího hráče, který kdy nastoupil v anglické Premier League.[zdroj?]

## Kariéra
Dia se ve vrcholovém fotbale nikdy výrazněji neprosadil. Začínal ve Francii, kde postupně prošel týmy AS Beauvais Oise, Dijon FCO, ES La Rochelle a Olympique Saint-Quentin. V roce 1995 vystřídal dvojici finských týmů a posléze zakotvil v německém celku VfB Lübeck. V jeho dresu nakoukl do dvojice zápasů 2. bundesligy, celkově v nich však odehrál pouhých 45 minut. Na začátku roku 1996 zamířil do Anglie, kde nastupoval za tehdy osmiligový klub Blyth Spartans AFC. Následovalo kratičké angažmá v Southamptonu a kariéru zakončil v Gatesheadu.

### Southampton FC
Do Southamptonu se dostal v podstatě díky tomu, že se mu podařilo oklamat tehdejšího trenéra Graemu Sounesse. V listopadu 1996 mu zavolal Diův kamarád z univerzity, který se vydával za Georgea Weaha a Diu popsal jako svého bratrance. Nezapomněl ho ani vychválit, když o něm prohlásil, že odehrál 13 zápasů za senegalskou reprezentaci a hrál i za Paris Saint-Germain. Dia následně dorazil do klubu na zkoušku a následně obdržel měsíční smlouvu. V zápase 14. kola proti Leedsu se nejprve posadil na lavičku a poté, co se ve 32. minutě zranil Matt Le Tissier, šel i na hřiště. Na hřišti však do konce zápasu nevydržel. Počínal si tam totiž tak tragicky, že jej trenér raději v 85. minutě vystřídal a nahradil jej Ken Monkou. Dia následně nahlásil, že je zraněný a z klubu zcela zmizel.